# Gwathló

Carte de la Terre du Milieu (le Gwathló sépare l'Eriador de Enedwaith).

Le Gwathló ou Flot Gris est un fleuve de la Terre du Milieu, dans l'œuvre de l'écrivain britannique J. R. R. Tolkien.

## Origine du nom
Le nom sindarin Gwathló vient de Gwathir, nom que les Númenóréens donnèrent à ce fleuve au Second Âge. Ce nom signifie « fleuve de l'ombre » (de gwath « ombre » et hir « fleuve » ; en adûnaic Agathurush) : à l'époque, le fleuve coulait au milieu des épaisses forêts qui recouvraient le sud de l'Eriador et l'Enedwaith. Lorsque les Númenóréens remontèrent le Gwathir, ils crurent tout d'abord qu'il prenait sa source dans les marais de Nîn-in-Eilph, et ils le rebaptisèrent alors Gwathló, « fleuve ombreux issu des marais ».

## Géographie
Techniquement, le nom de Gwathló ne s'applique qu'au fleuve issu du Nîn-in-Eilph, alimenté par les eaux de la Mitheithel, de la Bruinen et du Glanduin, qui coule vers le sud-ouest et se jette dans Belegaer. Il sépare le Minhiriath au nord de l'Enedwaith au sud. 

## Histoire
À son embouchure, Tar-Aldarion, roi de Númenor, ordonna la construction d'un port, Vinyalondë (« nouveau port » en quenya), destiné à servir de relais entre les vastes forêts de la Terre du Milieu et l'île de Númenor, qui manquait de bois pour satisfaire aux ambitions maritimes de son roi : les arbres étaient abattus sur les rives du fleuve, puis convoyés par flottage jusqu'à Vinyalondë, qui prit par la suite le nom de Lond Daer. Le déboisement s'accéléra avec les besoins sans cesse croissants de Númenóréens, et la guerre contre Sauron acheva de ravager les forêts du Minhiriath et de l'Enedwaith.
À la fin du Second Âge et au début du Troisième, la Gwathló servit de frontière sud au royaume d'Arnor, puis au Cardolan. Le port de Tharbad fut construit à la sortie des marais, autour d'un pont qui était le seul moyen de franchir le fleuve. La ville fut dépeuplée par la Grande Peste de 1636 T.A., puis ravagée par les inondations de 2912, qui détruisirent le pont. C'est toutefois là que Boromir put franchir le fleuve lorsqu'il se rendit à Fondcombe, en 3018.
En se rendant à Imlandris pour rechercher l'Épée qui fut Brisée, Faramir y perdit son cheval le 24 octobre 3018.